# Вулиця Карла Лібкнехта (Тирасполь)
Ву́лиця Ка́рла Лі́б́кнехта  — одна з центральних магістральних вулиць Тирасполя. Найдовша вулиця міста. Починається від Бендерського шосе, потім йде у східному напрямку до Республіканського стадіону.

## Історія
Вулиця Карла Лібкнехта виникла із заснуванням міста і плануванням його на правильні прямокутні квартали. Мабуть першими її жителями були ремісники, від чого вона отримала назву Реміснича. З приходом радянської влади перейменована на честь німецького комуніста Карла Лібкнехта. З приєднанням до міста села Закріпосна Слобідка (в 1960 році) вулиця продовжена на захід. У неї влилася сільська вулиця Суворова (до початку 1950-х вулиця Молотова). З будівництвом спорткомплексу «Шериф» початок вулиці зміщено ще західніше, до перехрестя біля ресторану «Фоішор».

## Забудова
Вулиця забудована в західній і центральній частині переважно приватними будинками, а також багатоповерховими будинками 70-80х років. Уздовж вулиці розташовані 3 школи, СК «Шериф», Будинок офіцерів, Центральний ринок, управління боротьби з економічними злочинами, прокуратура ПМР, завод «Квінт», ряд великих торгових центрів.

### Пам'ятники
- Обеліск на честь 25-річчя визволення Тирасполя
- Бюст М. Кутузова
- Архієрейське подвір'я Св. Андрія Первозванного

## Транспорт
Рух двосторонній, по 2 смуги в кожному напрямку. Всі перехрестя з іншими вулицями регулюються світлофорами.

### Тролейбус
- № 1 від пров. Західного до вул. Правди
- № 2 від пров. Західного до вул. Правди
- № 3 від вул. Леніна до вул. Миру
- № 4 від вул. Шевченка до вул. Миру
- № 5 від пров. Західного до вул. Шевченка (працює до 15:00)
- № 6 від пров. Західного до вул. Правди
- № 7 від вул. Шевченка до вул. Миру
- № 8 від вул. Шевченка до вул. Миру (працює до 15:00)
- № 9 проходить по всій вулиці від пров. Західного до вул. Миру
- № 19 від Бендерського шосе до вул. Миру

### Маршрутне таксі
Практично всі маршрутки проходять по вулиці, за винятком № 5, 8, 11, 11а, 16, 18, 22 і 29, які тільки перетинають вулицю.